# Múnter
Múnter és un agregat al municipi de Muntanyola a la comarca d'Osona.
Múnter, pronunciat a la comarca Munta, apareix el 929 amb el nom de villa de Montari, i en altres documents Montabri. S'estén per la Plana, entre Tona i Malla, i arriba fins a dalt de la serra, a l'indret de Cal Ros. En aquest petit terme, originat en una vila rural, fou erigida abans de 929 una església dedicada a sant Esteve, i en un petit pujol que hi ha a prop s'alça un castell, que esdevingué el centre jurisdiccional del terme. El castell i la jurisdicció de Múnter, a mitjan segle xiii, eren de Bernat de Riera, ciutadà de Vic; d'aquest passà als Montcada, i a partir de 1293, a la família Brull. Per successió familiar, el segle xv passà als Alta-riba de Riudeperes i als seus descendents, creats comtes de Múnter el 1698. Actualment, encara té aquest títol la família marquesal dels Sentmenat.

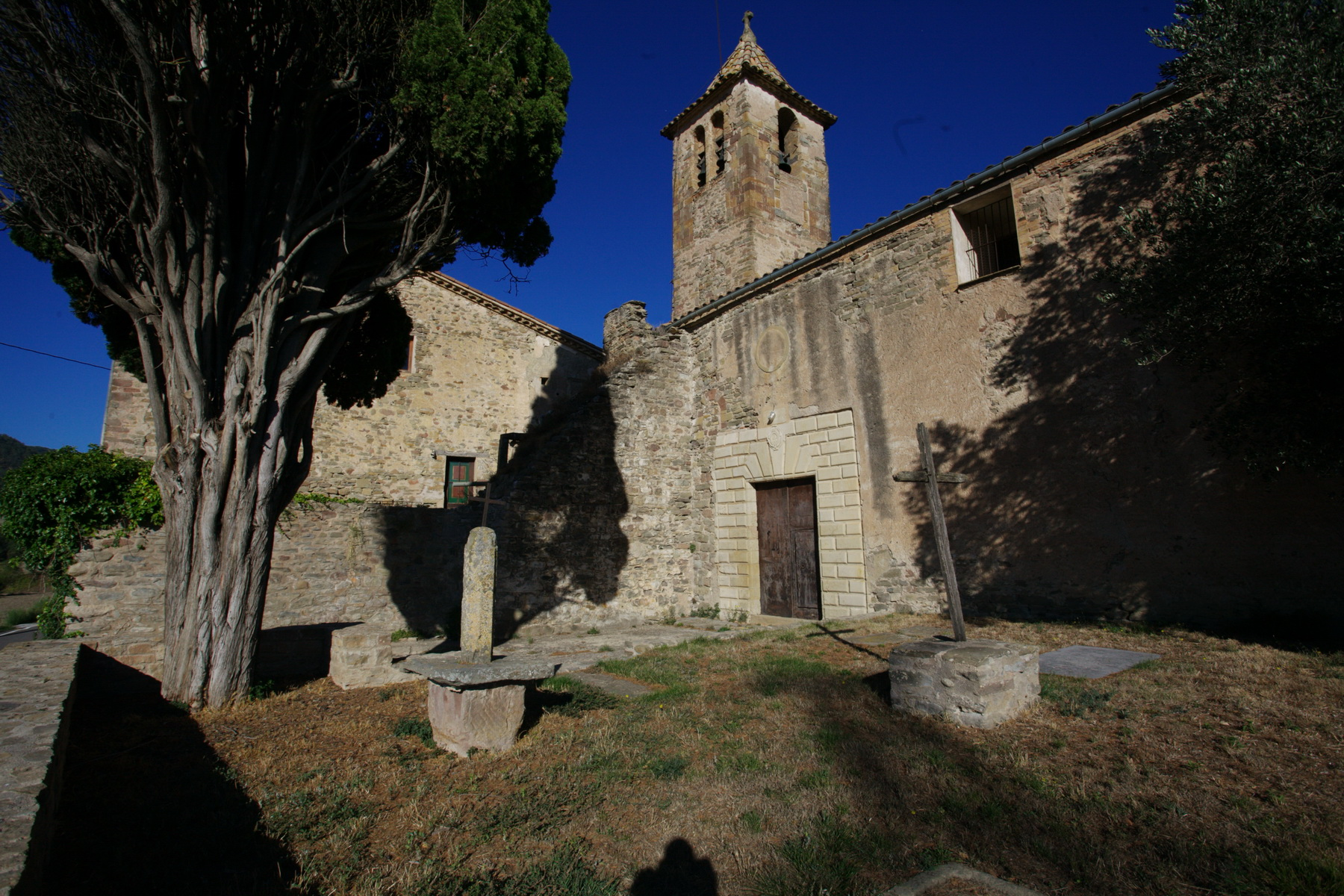
Església parroquial de Sant Esteve de Múnter

Múnter fou sempre un terme petit, que comptava amb dotze famílies l'any 1370, 11 el 1553 i 14 el 1782; aquest darrer més o menys, és el mateix cens que té en l'actualitat.
L'església de Sant Esteve de Múnter fou renovada el segle XII i transformada i abarrocada el segle xvii. Té encara l'absis romànic ben conservat, així com bona part dels murs de la nau i la base del campanaret. Del castell, situat sobre el mas del Castellar, resten uns quants murs que demostren que fou construït el segle xiii.
Entre els masos més antics hi ha el de Matavaques, la Fàbrega, el Vilar, el Camp i Comelles. En aquest darrer mas, situat prop del límit amb Tona, consta des del 1640 que hi ha una capella dedicada a la Mare de Déu de la Bona Sort. El mas té una antiga torre de defensa, i la capella guarda encara una bona part del retaule, del segle xvii.